# Confessor
Confessor és un terme propi del cristianisme, que pot utilitzar-se en dos sentits diferents: Confessor de la fe, un grau previ al de màrtir en el l'Església primitiva, o el sacerdot que administra el sagrament de la penitència. Inicialment, tots dos sentits coincidien, ja que els cristians que havien cedit davant les amenaces o tortures durant les persecucions, i havien abjurat de la seva fe, procuraven apropar-se als que havien sobreviscut sense abjurar, per pregar-los ser readmesos a l'Eucaristia. També els anomenaven pares espirituals.

## Confessor real
Els confessors dels reis van tenir un lloc més o menys destacat en totes les corts catòliques. En concret, per a les grans monarquies autoritàries que es van formar a l'Europa occidental al començament de l'Edat Moderna (França, Anglaterra i la Monarquia Hispànica -des de 1640 Espanya i Portugal-), era un assumpte d'Estat l'elecció de confessor real, confessor regi o confessor del rei.

### Confessor del Rei Cristianíssim
Els reis de França, que portaven el títol de Rei Cristianíssim, van atorgar el càrrec de confessor a clergues prestigiosos, com Suger, abat de Saint Denis (de l'Orde de Sant Benet).
Ja en l'Edat Moderna, Edmond Auger va ser el primer jesuïta confessor dels reis de França (Enric III de França).

### Confessor de la Seva Majestat Catòlica
El confessor real era un dels oficis de cort més importants de l'Antic Règim a Espanya, perquè les seves funcions anaven molt més enllà d'escoltar a La seva Catòlica Majestat en confessió, exercint de conseller en tot tipus d'assumptes (espirituals i temporals) i intervenint en tota mena de nomenaments (eclesiàstics i civils). Els propis confessors acumulaven càrrecs eclesiàstics i fins i tot civils. Vuit d'ells van anar també nomenats Inquisidor general (dels quals sis eren dominics, l'ordre més vinculada amb aquesta institució). El càrrec de confessor requeia habitualment en membres de determinats ordes religiosos; sent l'opció per uns o uns altres un assumpte d'especial gravetat, i origen de recels entre elles.
Fra Juan Enríquez, que era frare franciscà i besnét del rei Alfons XI de Castella i arribaria a ser posteriorment bisbe de Lugo, va ser un dels confessors del rei Enric III de Castella I els confessors reals del regnat d'Isabel la Catòlica van ser particularment notables: Hernando de Talavera (Orde de Sant Jeroni), fins a 1492; i des de llavors el cardenal Cisneros (franciscà), que seria regent de Castella entre la mort de Ferran el Catòlic i l'arribada de Carles I. Ferran el Catòlic havia optat per confessors dominics (Diego de Deza).
Jerònims, dominics i jesuïtes van ser confessors dels reis de la Casa d'Àustria. Luis Aliaga (dominic) va intervenir de forma crucial en esdeveniments del regnat de Felip III de Castella, com l'expulsió dels moriscs i la caiguda del Duc de Lerma. Juan Everardo Nithard (jesuïta), confessor de la reina Maria Anna d'Àustria (esposa de Felip IV de Castella i mare de Carles II de Castella), va anar en la pràctica el que exercia el poder (valgut) durant la regència d'aquesta, fins al cop d'estat de Joan Josep d'Àustria (1669). No obstant això, el confessor d'activitat més extravagant durant aquest regnat va ser Froilán Díaz de Llanos (dominic), que entre 1698 i 1699 va arribar a exorcitzar al propi rei (qui va passar a la història amb l'àlies del fetillat) i va pretendre haver fet confessar als dimonis que li turmentaven la implicació de la regna mare i del valgut de llavors (el comte d'Orpesa); el confessor va acabar processat per la Inquisició.
Jesuïtes van ser els confessors dels primers borbons (Felip V d'Espanya i Ferran VI) fins a 1755, en què qüestions de política exterior (tractat de límits amb Portugal) i la caiguda del marquès de l'Ancorada (proper als jesuïtes) van portar a la destitució del Pare Rávago i el nomenament de sacerdots seculars com a confessors.
L'expulsió dels jesuïtes (1767) després del motí de Squillace (1766) va tenir lloc durant el regnat de Carles III d'Espanya, amb un franciscà en el càrrec de confessor (el Pare Eleta). Amb Carles IV d'Espanya va ser confessor un clergue d'idees il·lustrades, Félix Amat.
Ja en l'Edat Contemporània, i privat de les seves funcions polítiques, la funció de confessor d'Isabel II (que va reunir en el seu torn una veritable cort dels miracles) va ser confiada al Pare Claret (va fundar el seu propi orde religiós -claretians- i va arribar a ser canonitzat).

### Confessor del Defensor de la Fe
Enric VIII d'Anglaterra va obtenir el títol de Fidei Defensor per la seva defensa del dogma catòlic enfront de Luter en 1521, encara que poc temps després se separés de Roma (1534). Va tenir diversos confessors, John Longland, bisbe de Lincoln (es cartejava amb els humanistes europeus, com Joan Lluís Vives i March), John Fisher, bisbe de Rochester (oposat a l'anul·lació del matrimoni del rei, va ser condemnat a mort -més tard canonitzat per l'església catòlica-), Nicholas Heat, el seu successor (va batejar a Eduard VI d'Anglaterra).
En el regne d'Anglaterra alt medieval va haver-hi un rei denominat Eduard el Confessor, però no es refereix aquest malnom a cap mena de funció eclesiàstica, sinó a la seva consideració com a sant.